# Рівець (річка)
Ріве́ць, Буймар — річка в Житомирській області України. Ліва притока річки Ів'янка. 
Протяжність близько 17 км, похил — 2,8 м/км. Загальна площа басейну річки — 81,4 км². 
Свій витік бере із заболоченої місцевості поблизу села Туровець. Переважною своєю довжиною протікає лісовим ландшафтом, а у своїй середній течії проходить через село Кринички, яке розташоване по обидва береги річки. Рівець впадає в річку Ів'янка в межах села Смолівка. Абсолютна відмітка дзеркала води в місці впадіння знаходиться на висоті близько 166 м над рівнем моря.

## Притоки
- Гнилуха - права притока.
- Смолівка - права притока. Бере початок на північному заході від Рудні. Тече переважно на північний захід і у селі Смолівці впадає у річку Рівець[1][2][3].